# Peranema
Peranema è un genere di protozoi appartenente al regno dei Protisti.
Al genere sono ascritte una ventina di specie, di dimensioni comprese tra i 20 e i 70 micrometri: hanno forma allungata (anche se l'animale non in movimento è caratterizzato da alta plasticità) ed una notevole motilità grazie alla presenza di un lungo flagello posto nella parte anteriore del corpo. È inoltre presente un secondo flagello, più sottile e piccolo del primo, posto anteriormente e maggiormente impiantato nella membrana cellulare.

Come altri protozoi, hanno un'attività fagotrofica.
Al genere vengono ascritte le seguenti specie:
- Peranema asperum
- Peranema cryptocercum
- Peranema cuneatum
- Peranema curvicauda
- Peranema deflexum
- Peranema furcatum
- Peranema glabrum
- Peranema granuliferum
- Peranema hyalinum
- Peranema inflexum
- Peranema kupfferi
- Peranema limax
- Peranema macromastix
- Peranema nigrum
- Peranema ovale
- Peranema pleururum
- Peranema sacculus
- Peranema trichophorum
- Peranema truncatum